# Orosz női labdarúgó-válogatott
Az orosz női labdarúgó-válogatott Oroszország nemzeti csapata, amelyet az orosz labdarúgó-szövetség (oroszul: Российский Футбольный Союз, magyar átírásban: Rosszijszkij Futbolnij Szojuz) irányít.
2022. február 28-án Oroszország Ukrajna ellen indított katonai inváziója miatt a FIFA és az UEFA felfüggesztett minden orosz válogatottat és klubcsapatot, melyek kizárásra kerültek a nemzetközi kupasorozatokból.

## Története
Története első hivatalos mérkőzését Magyarország ellen játszotta. Az 1991-es női labdarúgó-világbajnokság selejtezőiben még nem indult, ám az 1991-es női labdarúgó-Európa-bajnokság  selejtezőiben már szerepelt, ám nem jutott ki a tornára. Az 1993-as női labdarúgó-Európa-bajnokság selejtezőiben a csoportból Magyarországot és Bulgáriát megelőzve bejutott az oda-visszavágós rendszerű negyeddöntőbe. Ott 1992. október 11-én Németországtól hazai pályán Moszkvában 7–0-s vereséget szenvedett, ami eddigi történetének az egyik legnagyobb arányú veresége (a másikat az USA női labdarúgó-válogatottól szenvedte el 1996. január 13-án, amikor 8–1 arányban maradt alul). A november 13-i visszavágón 0–0-s döntetlen született, így 7–0-s összesítéssel esett ki a tornáról. 1994-ben Oleg Lapsin szövetségi kapitány helyét Jurij Bisztrickij vette át a kispadon.
Az 1995-ös Európa-bajnokságon ismét negyeddöntőt játszott, ellenfele ezúttal is a német válogatott volt. 1994. október 9-én otthon 1–0-ra maradt alul a németek ellen, a visszavágón 4–0-ra kapott ki, így 5–0-s összesítéssel kiesett. Mivel az Európa-bajnokság egyben az 1995-ös világbajnokság selejtezője is volt, melynek csak az első négy helyezettje jutott ki a világbajnokságra, így Oroszország nem kvalifikálta magát a tornára.
Az 1997-es Európa-bajnokságra a selejtezőket követően csoportelsőként jutott ki, a tornáról végül szerzett pont nélkül esett ki. Az 1999-es világbajnokság selejtezősorozatában Dánia mögött csoportja második helyén végzett, így pótselejtezőt kellett játszania Finnország ellen. Az oda-visszavágós rájátszásban mindkét mérkőzést 2–1-re nyerte meg, így 4–2-es összesítéssel jutott ki a vb-re. A tornán Norvégia mögött csoportmásodik lett, a negyeddöntőben Kína 2–0-s győzelemmel búcsúztatta az orosz nemzeti csapatot.
A sikerrel megvívott Eb-selejtezőket követően a 2001-es tornán ismét a csoportkör után esett ki. A 2003-as világbajnokság csoportköréből továbbjutva a negyeddöntőben Németországot kapta ellenfélül, melytől 7–1-es vereséget szenvedett, s esett ki. A 2005-ös évre gyengülni látszott az orosz női válogatott annak ellenére, hogy ebben az évben aratta története két legnagyobb arányú győzelmét (május 30-án Izraelt, augusztus 28-án pedig Skóciát győzte le 6–0-ra). A 2005-ös Európa-bajnokság selejtezői során pótselejtező játszására kényszerült, amely során Finnországgal szemben összesítésben 4–1 arányban maradt alul. A 2007-es világbajnokság kvalifikációs sorozatában hiába végzett Németország mögött a selejtezőcsoport második pozíciójában, végül mégsem jutott ki a tornára. Bisztrickij 14 év munka után 2008-ban távozott a válogatott éléről, helyére Igor Salimovot nevezték ki.
A fellendülés a 2009-es női labdarúgó-Európa-bajnokság idejére jött el. A javulás többek között annak is köszönhető, hogy ez idő tájt több olyan játékos is beépült a csapatba, aki tagja volt a 2005-ös U19-es Európa-bajnokságot nyerő válogatottnak. A selejtezőben csoportmásodikként zárt, a pótselejtezőben Skóciát 4–4-es összesítéssel, idegenben lőtt több góllal ejtette ki. A tornáról a csoportkör után búcsúzott, miután szerzett pont nélkül az kvartett utolsó helyén végzett.
Az olimpiai játékokra eddig nem sikerült kvalifikálnia magát.

## Nemzetközi eredmények
Női labdarúgó-világbajnokság
- Negyeddöntős: 2 alkalommal (1999, 2003)

Női labdarúgó-Európa-bajnokság
- Negyeddöntős: 2 alkalommal (1993, 1995)

United States Cup
- Bronzérmes: 1 alkalommal (1998)

## Korábbi mérkőzések
| Időpont             | Helyszín              | Ellenfél        | Eredmény | Kiírás           | Gólszerzők                                                  |
| ------------------- | --------------------- | --------------- | -------- | ---------------- | ----------------------------------------------------------- |
| 2008. október 26.   | Edinburgh (Skócia)    | Skócia (i)      | 3 – 2    | Eb-pótselejtező  | Kurocskina (4.), Moksanova (32., 11-esből), Barbasina (76.) |
| 2008. október 30.   | Nalcsik               | Skócia (o)      | 1 – 2    | Eb-pótselejtező  | Dieke (20. öngól)                                           |
| 2009. március 5.    |                       | Hollandia (s)   | 1 – 2    | Barátságos       |                                                             |
| 2009. március 7.    |                       | Új-Zéland (s)   | 4 – 2    | Barátságos       |                                                             |
| 2009. március 10.   |                       | Kanada (s)      | 0 – 2    | Barátságos       |                                                             |
| 2009. március 12.   |                       | Skócia (i)      | 1 – 2    | Barátságos       |                                                             |
| 2009. május 29.     |                       | Ukrajna (i)     | 0 – 2    | Barátságos       |                                                             |
| 2009. július 6.     |                       | Kína (o)        | 0 – 0    | Barátságos       |                                                             |
| 2009. július 9.     |                       | Kína (o)        | 0 – 1    | Barátságos       |                                                             |
| 2009. augusztus 6.  |                       | Németország (i) | 1 – 3    | Barátságos       |                                                             |
| 2009. augusztus 13. |                       | Hollandia (o)   | 1 – 0    | Barátságos       |                                                             |
| 2009. augusztus 25. | Turku (Finnország)    | Svédország (s)  | 0 – 3    | Európa-bajnokság |                                                             |
| 2009. augusztus 28. | Helsinki (Finnország) | Anglia (s)      | 2 – 3    | Európa-bajnokság | Cibutovics (2.), Kurocskina (22.)                           |
| 2009. augusztus 31. | Helsinki (Finnország) | Olaszország (s) | 0 – 2    | Európa-bajnokság |                                                             |

## Következő mérkőzések
| Időpont              | Helyszín         | Ellenfél       | Kiírás       |
| -------------------- | ---------------- | -------------- | ------------ |
| 2009. szeptember 23. | Fislisbach       | Svájc (i)      | Vb-selejtező |
| 2009. október 25.    | egyeztetés alatt | Írország (o)   | Vb-selejtező |
| 2009. november 17.   | egyeztetés alatt | Izrael (i)     | Vb-selejtező |
| 2010. március 28.    | egyeztetés alatt | Kazahsztán (i) | Vb-selejtező |
| 2010. június 19.     | egyeztetés alatt | Svájc (o)      | Vb-selejtező |
| 2010. június 24.     | egyeztetés alatt | Izrael (o)     | Vb-selejtező |
| 2010. augusztus 21.  | egyeztetés alatt | Írország (i)   | Vb-selejtező |
| 2010. augusztus 25.  | egyeztetés alatt | Kazahsztán (o) | Vb-selejtező |

## Világbajnoki szereplés
| Év       | Eredmény      | Hely | M | Gy | D | V | Rg | Kg |
| -------- | ------------- | ---- | - | -- | - | - | -- | -- |
| 1991     | Nem indult    | -    | - | -  | - | - | -  | -  |
| 1995     | Nem jutott be | -    | - | -  | - | - | -  | -  |
| 1999     | Negyeddöntős  | 5    | 4 | 2  | 0 | 2 | 10 | 5  |
| 2003     | Negyeddöntős  | 8    | 4 | 2  | 0 | 2 | 6  | 9  |
| 2007     | Nem jutott be | -    | - | -  | - | - | -  | -  |
| 2011     |               |      |   |    |   |   |    |    |
| Összesen | 2/5           |      | 8 | 4  | 0 | 4 | 16 | 16 |

## Európa-bajnoki szereplés
| Év       | Eredmény      | M  | Gy | D | V  | Rg | Kg |
| -------- | ------------- | -- | -- | - | -- | -- | -- |
| 1984     | Nem indult    | -  | -  | - | -  | -  | -  |
| 1987     | Nem indult    | -  | -  | - | -  | -  | -  |
| 1989     | Nem indult    | -  | -  | - | -  | -  | -  |
| 1991     | Nem jutott be | -  | -  | - | -  | -  | -  |
| 1993     | Negyeddöntős  | 2  | 0  | 1 | 1  | 0  | 7  |
| 1995     | Negyeddöntős  | 2  | 0  | 0 | 2  | 0  | 5  |
| 1997     | Csoportkör    | 3  | 0  | 0 | 3  | 2  | 6  |
| 2001     | Csoportkör    | 3  | 0  | 1 | 2  | 1  | 7  |
| 2005     | Nem jutott be | -  | -  | - | -  | -  | -  |
| 2009     | Csoportkör    | 3  | 0  | 0 | 3  | 2  | 8  |
| Összesen | 5/10          | 13 | 0  | 2 | 11 | 5  | 33 |

## Olimpiai szereplés
| Év          | Eredmény      | M | Gy | D | V | Rg | Kg |
| ----------- | ------------- | - | -- | - | - | -- | -- |
| 1996 – 2008 | Nem jutott be | - | -  | - | - | -  | -  |
| Összesen    | 0/4           | - | -  | - | - | -  | -  |

## Játékosok

### Jelenlegi keret
A 2009-es női Európa-bajnokság hivatalos kerete.
| No. | P. | Név                     | Születési dátum (Kor)         | Vál. | Gól. | Jelenlegi klub    |
| --- | -- | ----------------------- | ----------------------------- | ---- | ---- | ----------------- |
| 1   | K  | Elvira Todua            | 1986. január 31. (39 éves)    | ?    | ?    | Rosszijanka       |
| 2   | KP | Jelena Tyerehova        | 1987. július 5. (37 éves)     | ?    | ?    | Rosszijanka       |
| 3   | V  | Anna Kozsnyikova        | 1987. július 10. (37 éves)    | ?    | ?    | Rosszijanka       |
| 4   | KP | Jekatyerina Szocsneva   | 1985. augusztus 12. (39 éves) | ?    | ?    | SVSzM Izmajlovo   |
| 5   | KP | Tatyjana Szkotnyikova   | 1978. november 27. (46 éves)  | ?    | ?    | Rosszijanka       |
| 6   | V  | Nagyezsda Miszkiv       | 1988. március 7. (37 éves)    | ?    | ?    | Rosszijanka       |
| 7   | V  | Okszana Smacskova       | 1981. június 20. (43 éves)    | ?    | ?    | Rosszijanka       |
| 8   | KP | Valentyina Szavcsenkova | 1983. április 29. (41 éves)   | ?    | ?    | Zvezda 2005       |
| 9   | KP | Jelena Fomina           | 1979. április 5. (45 éves)    | ?    | ?    | SVSzM Izmajlovo   |
| 10  | CS | Oleszja Kurocskina      | 1983. szeptember 6. (41 éves) | ?    | ?    | Zvezda 2005       |
| 11  | V  | Olga Porjagyina         | 1980. december 10. (44 éves)  | ?    | ?    | Rosszijanka       |
| 12  | K  | Jelena Kocsneva         | 1989. augusztus 27. (35 éves) | ?    | ?    | SVSzM Izmajlovo   |
| 13  | V  | Alla Rogova             | 1983. július 27. (41 éves)    | ?    | ?    | SVSzM Izmajlovo   |
| 14  | KP | Nagyezsda Harcsenko     | 1987. március 27. (37 éves)   | ?    | ?    | Rosszijanka       |
| 15  | KP | Olga Petrova            | 1986. július 9. (38 éves)     | ?    | ?    | Rosszijanka       |
| 16  | V  | Natalja Perceva         | 1984. június 4. (40 éves)     | ?    | ?    | Rosszijanka       |
| 17  | CS | Jelena Danyilova        | 1987. június 17. (37 éves)    | ?    | ?    | Rosszijanka       |
| 18  | KP | Szvetlana Cigyikova     | 1985. február 4. (40 éves)    | ?    | ?    | Energija Voronezs |
| 19  | V  | Kszenyija Cibutovics    | 1987. június 26. (37 éves)    | ?    | ?    | Zvezda 2005       |
| 20  | CS | Natalja Barbasina       | 1973. augusztus 26. (51 éves) | ?    | ?    | Zvezda 2005       |
| 21  | KP | Jelena Morozova         | 1987. március 15. (38 éves)   | ?    | ?    | Rosszijanka       |
| 22  | K  | Galina Vazsnova         | 1968. január 19. (57 éves)    | ?    | ?    | Rosszijanka       |

### A bővebb keret tagjai
| No. | P. | Név                      | Születési dátum (Kor)        | Vál. | Gól. | Jelenlegi klub |
| --- | -- | ------------------------ | ---------------------------- | ---- | ---- | -------------- |
|     | K  | Krisztyina Szlascsinyina | 1989. október 5. (35 éves)   | ?    | ?    | Rosszijanka    |
|     | V  | Marija Gyjacskova        | 1982. május 26. (42 éves)    | ?    | ?    | Zvezda 2005    |
|     | V  | Olga Szergajeva          | 1977. március 8. (48 éves)   | ?    | ?    | Zvezda 2005    |
|     | V  | Jelena Szuszlova         | 1984. október 15. (40 éves)  | ?    | ?    | Zvezda 2005    |
|     | CS | Olga Letyusova           | 1975. december 29. (49 éves) | ?    | ?    | SzKA-Rosztov   |
|     | CS | Natalja Moksanova        | 1983. július 13. (41 éves)   | ?    | ?    | Rosszijanka    |

## Szövetségi kapitányok
| Név               | Időszak   | Mérk. | Győz. | Dönt. | Ver. | Sikerek |
| ----------------- | --------- | ----- | ----- | ----- | ---- | --- |
| Oleg Lapsin       | 1989–1994 |       |       |       |      | Negyeddöntő az 1993-as Európa-bajnokságon                                                                                  |
| Jurij Bisztrickij | 1994–2008 |       |       |       |      | Negyeddöntő az 1995-ös Európa-bajnokságon, Negyeddöntő az 1999-es világbajnokságon, Negyeddöntő a 2003-as világbajnokságon |
| Igor Salimov      | 2008–0    |       |       |       |      | |
|                   | Összesen  |       |       |       |      | |

## Külső hivatkozások
- Az Orosz Labdarúgó-szövetség hivatalos oldala (oroszul)
- Oroszország a FIFA.com-on Archiválva 2009. május 18-i dátummal a Wayback Machine-ben (angolul)
- Oroszország az UEFA.com-on (angolul)
- Oroszország a worldfootball.net-en (angolul)